# Lermontov
|  | For den russiske forfatter, se Mikhail J. Lermontov |
Lermontov (russisk: Ле́рмонтов, tr. Lérmontov) er en by i Stavropol kraj i Nordkaukasiske føderale distrikt i Den Russiske Føderation, placeret på bjergskråninger af Beshtau med 22.887(2023) indbyggere.

## Etymologi
Byen er opkaldt efter den russiske digter Mikhail J. Lermontov.

## Historie
Lermontov fik bystatus i 1956. Uranbrydning styrkede byens vækst. Det var en lukket by under sovjettiden. Uran udvindes ikke længere i området.